# ミホノビヤクエイ
ミホノビヤクエイ（1987年5月14日 - 不明）は、日本の競走馬。1992年の新春賞の勝ち馬である。主戦騎手は園田競馬時代は山口益巳、名古屋競馬時代は村瀬好彦。

## 戦績

### 3歳（1989年）
7月12日、園田競馬場からデビューし1着。その後同じ月のアラ系3才に出走し1着を取った後休戦を挟んだため、この年は2戦2勝で終わる。

### 4歳（1990年）
4歳初戦は3月6日に姫路にて行われたアラ系4才。事実上の復帰戦となった本レースは1番人気の1着。その後、園田でのアラ系4才を経て若葉賞に出走、3番人気の4着で幕を下ろす。なお、このときの2着馬は新馬戦を一緒に走り、後の六甲盃馬になるシバノアマゾネス。その後特別競走、C3級アラ系4才上で成績を収めた後初の重賞レースである広峰賞に出走、3番人気の2着と好戦し8月には摂津盃に出走。3番人気の6着と初めての着外を記録する。その後は少し間が空いて、兵庫アラブ三冠の終着点六甲盃に出走。このとき、シバノアマゾネスと若葉賞以来の再開を果たす。順当に三冠路線を歩み成績を残してきたシバノアマゾネスは1枠1番の1番人気に支持されたのに対し、ミホノビヤクエイは前走での凡走や、そもそも三冠路線に加わっていなかったことから、2枠2番の6番人気。結果はシバノアマゾネスが2着馬に1 1/2馬身もの差をつけ勝利。ミホノビヤクエイも着外こそは免れたもののアタマ差の5着だった。六甲盃後はB2級に格上げされたアラ系4才上に出走し4着、姫山菊花賞でも4着と勝ちきれない戦いが続き、12月13日のA4B1級アラ系4才上での2着を最後に1990年は終わった。

### 5歳（1991年）
5歳になったミホノビヤクエイの初戦は、1月4日のA3B1級アラ系5才上。1着でゴール板を駆け抜け、4月10日までにA2級まで上り詰める。そして迎えた5月8日の兵庫大賞典。自身よりも年上の有力馬が軒を連ねる中、出走メンバーとしては最年少馬としてシバノアマゾネス他1頭とともに出走。しかしミホノビヤクエイは5着、シバノアマゾネスは6着と格の違いを思い知らせることになる。次走のA1級のオープン戦日刊スポ賞では4番人気でありながら1着でゴールイン。それ以降は勝ち星からは遠ざかり、A1級のオープン戦サマーカップでは5着、デイリースポ社賞では2着と一歩及ばず、8月21日の摂津盃では去年の摂津盃以来となる着外を記録する。その後の特別競走では掲示板入りを果たし、次走では1着に輝いている。以降調子を取り戻したミホノビヤクエイは白鷺賞にて3着、園田金盃にて2着を記録し1991年を終えた。

### 6歳（1992年）
6歳初戦は1月3日の新春賞。前走、前々走と好戦をしていたミホノビヤクエイは2番人気に支えられ1着で入線、初の重賞制覇を成し遂げる。しかしその後は戦線から離脱、結局次走は10月29日のオータムC(オープン)まで待たなくてはならなかった。オータムCでは7番人気の8着と凡走するも11月19日のA1級アラ系4才上ではインターロツキーの2着と好戦、次走への期待が高まるも迎えた園田金盃ではインターロツキーの7着と惨敗。結局これがこの年最後のレースとなった。

### 7歳（1993年）
7歳初戦は昨年自身が勝った新春賞。しかし過去の勢いは無く、カモガミライデンの6着。その後のスポニチ新聞社賞、サンスポ賞でも成績を収めることができなかった。以降名古屋競馬へ移籍するも、初戦のクリスタルカップ(中央競馬のものとは別)ではイナズマガッサンの5着、二度に渡る特別競走でも入着止まりと新天地においてミホノビヤクエイが再び花開くことはなかった。結局二度目の特別競走がこの年最後のレースとなり、その後丸1年戦線から姿を消すこととなる。

### 8歳（1994年）
8歳になったミホノビヤクエイの初戦は5月11日に行われたクリスタルカップ。約1年ぶりのレースだがフクノビクトリーの10着、翌月の名古屋杯でもミカワタイセイの11着と惨敗。このレースを最後にミホノビヤクエイは引退。その後の動向は不明。

## 血統表
| ミホノビヤクエイの血統                     | ミホノビヤクエイの血統            | ミホノビヤクエイの血統 | （血統表の出典） | （血統表の出典） |
| 父 * ミマツホマレ Mimatsu Homare 1978 栗毛 | 父の父タガミホマレ 1962 栗毛      | ミネフジ               | バラツケー       | バラツケー       |
| 父 * ミマツホマレ Mimatsu Homare 1978 栗毛 | 父の父タガミホマレ 1962 栗毛      | ミネフジ               | 梅橋             |                  |
| 父 * ミマツホマレ Mimatsu Homare 1978 栗毛 | 父の父タガミホマレ 1962 栗毛      | バイオレツト           | ミネオカ         | ミネオカ         |
| 父 * ミマツホマレ Mimatsu Homare 1978 栗毛 | 父の父タガミホマレ 1962 栗毛      | バイオレツト           | 第三谷川         |                  |
| 父 * ミマツホマレ Mimatsu Homare 1978 栗毛 | 父の母ライトヒメ 1961 鹿毛        | * セントライト         | ダイオライト     | ダイオライト     |
| 父 * ミマツホマレ Mimatsu Homare 1978 栗毛 | 父の母ライトヒメ 1961 鹿毛        | * セントライト         | フリツパンシー   |                  |
| 父 * ミマツホマレ Mimatsu Homare 1978 栗毛 | 父の母ライトヒメ 1961 鹿毛        | アタゴヒメ             | ニーフアン       | ニーフアン       |
| 父 * ミマツホマレ Mimatsu Homare 1978 栗毛 | 父の母ライトヒメ 1961 鹿毛        | アタゴヒメ             | ハレハヤ         |                  |
| 母 マツツバキ 1977 芦毛                    | 母の父* エルシド El Cid 1962 鹿毛 | Nithard                | Kesbeth          | Kesbeth          |
| 母 マツツバキ 1977 芦毛                    | 母の父* エルシド El Cid 1962 鹿毛 | Nithard                | Nitouche         |                  |
| 母 マツツバキ 1977 芦毛                    | 母の父* エルシド El Cid 1962 鹿毛 | Farida IV              | Elseneur         | Elseneur         |
| 母 マツツバキ 1977 芦毛                    | 母の父* エルシド El Cid 1962 鹿毛 | Farida IV              | Lady Salmson     |                  |
| 母 マツツバキ 1977 芦毛                    | 母の母ミスクモユキ 1963 芦毛      | * ホマレモン           | グレーロード     | グレーロード     |
| 母 マツツバキ 1977 芦毛                    | 母の母ミスクモユキ 1963 芦毛      | * ホマレモン           | 年藤             |                  |
| 母 マツツバキ 1977 芦毛                    | 母の母ミスクモユキ 1963 芦毛      | クモフア               | * クモノハナ     | * クモノハナ     |
| 母 マツツバキ 1977 芦毛                    | 母の母ミスクモユキ 1963 芦毛      | クモフア               | 金楓             |                  |